# السرة (الرضمة)

تعديل مصدري - تعديل

السرة محلة تابعة لقرية حيد الجروب، التابعة لعزلة سودان بمديرية الرضمة إحدى مديريات محافظة إب في الجمهورية اليمنية.، بلغ تعداد سكانها 223 حسب تعداد اليمن لعام 2004.